# The Gundogs
『The Gundogs』（ザ・ガンドッグス）は、吉川晃司の2枚目のミニ・アルバム。2002年12月21日に徳間ジャパンコミュニケーションズよりリリースされた。

## 解説
『I WRITE THE SONGS』以来5年ぶりのミニ・アルバム。ジャケットデザインは上條淳士が手がけた。
2曲目から7曲目は、2001年12月24日にZepp Tokyoにて行われた『X'mas Carol Drive』のライブ音源が収録。
本作はCD EXTRA仕様となっており、エクストラ映像として吉川が出演したクラリオン車載PC「CADINAS」のTVCMのミュージック・ビデオを見ることが出来る。
2003年1月22日に発売された『SMASH THE PANDORA』予告編を2003年2月28日までストリーミング配信にて鑑賞出来た。
2014年、デビュー30周年を記念して発売された『Complete Album Box』に本作は収録されていない。

## リリース履歴
| No. | 日付           | レーベル                                       | 規格 | 規格品番   | 最高順位 | 備考               |
| --- | -------------- | ---------------------------------------------- | ---- | ---------- | -------- | ------------------ |
| 1   | 2002年12月21日 | 徳間ジャパンコミュニケーションズ／JAPAN RECORD | CD   | TKCA-72512 | 80位     | スリーブケース仕様 |

## 収録曲
1. The Gundogs ～Doberman Mix～ ※アルバム『PANDORA』収録のリミックス・ヴァージョン。
2. 路地裏のVENUS  [Live]
3. 見上げてごらん夜の星を  [Live]
4. STARDUST KISS  [Live]
5. アクセル  [Live]
6. a day・ good night  [Live]
7. 星の降る夜に  [Live]
8. The Gundogs ～Instrumental～
9. エロス ※シークレット・トラック。新ヴァージョン。

## 参加ミュージシャン
The Gundogs
- 吉川晃司 - ボーカル、コーラス、ギター、プログラミング
- 高橋まこと - ドラム
- 松井恒松 - ベース

"X' mas Carol Drive" 2001.12.24  at Zepp TOKYO
- 吉川晃司 - ボーカル、ギター
- 稲葉智 - ギター
- 小池ヒロミチ - ベース
- 酒井麿 - ドラムス
- 矢代恒彦 - キーボード